# Santa Cruz de Moncayo
Santa Cruz de Moncayo é um município da Espanha na província de Saragoça, comunidade autónoma de Aragão. Tem 4 km² de área e em 2021 tinha 134 habitantes (densidade: 33,5 hab./km²).

## Demografia
| Variação demográfica do município entre 1991 e 2004 | Variação demográfica do município entre 1991 e 2004 | Variação demográfica do município entre 1991 e 2004 | Variação demográfica do município entre 1991 e 2004 |
| --------------------------------------------------- | --------------------------------------------------- | --------------------------------------------------- | --------------------------------------------------- |
| 1991                                                | 1996                                                | 2001                                                | 2004                                                |
| 102                                                 | 101                                                 | 120                                                 | 118                                                 |